# Middelharnis (Ort)

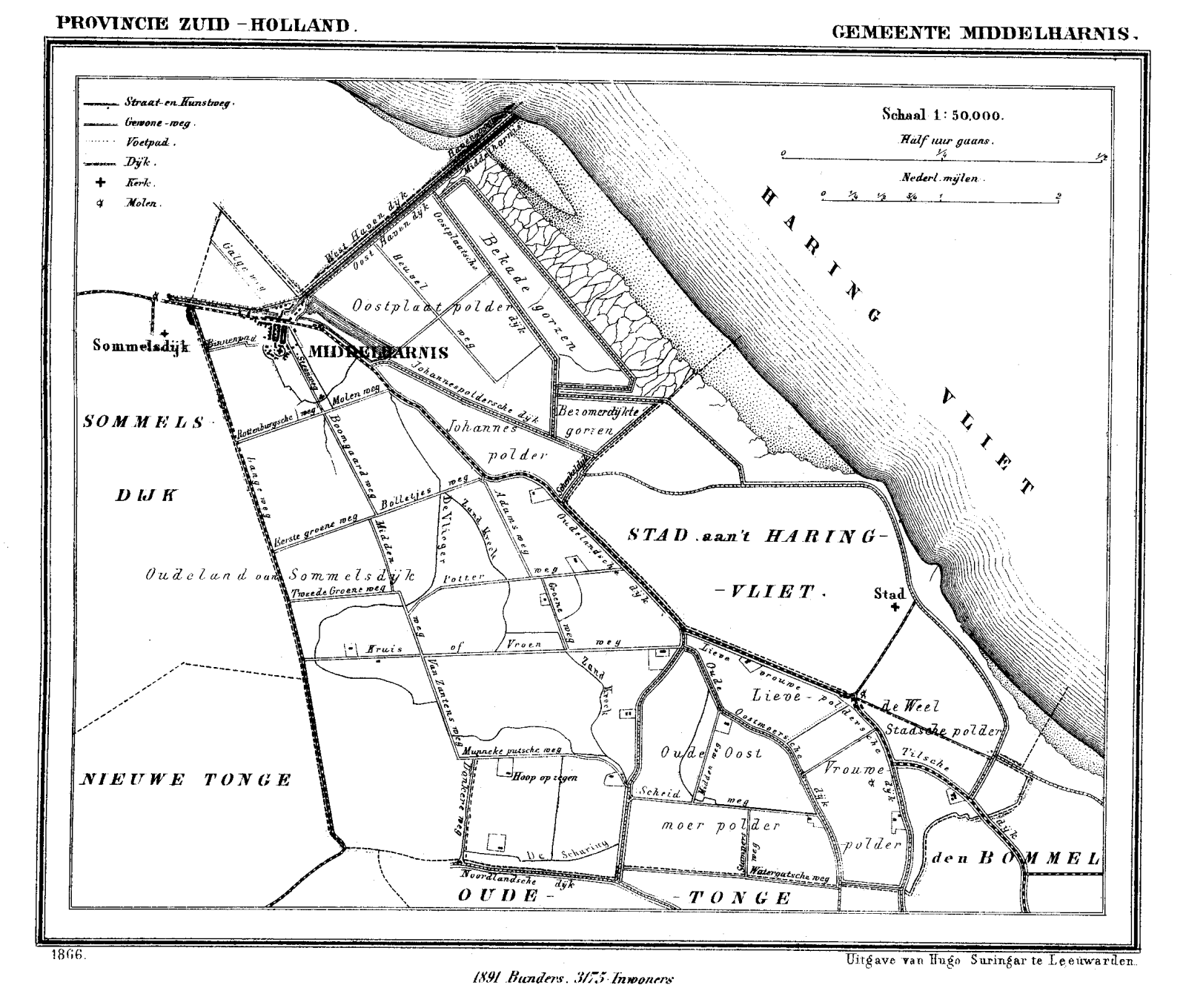
Karte aus dem Jahr 1866

Middelharnis (anhörenⓘ) (seeländisch Menheerse) ist ein Ort in der Gemeinde Goeree-Overflakkee in der niederländischen Provinz Südholland. Bis zum 31. Dezember 2012 war Middelharnis Hauptort der gleichnamigen Gemeinde, die 1966 aus der Fusion der Gemeinden Middelharnis, Nieuwe Tonge, Sommelsdijk und Stad aan 't Haringvliet entstanden war. Im Januar 2024 zählte der Ort 7.820 Einwohner.

## Geografie
Middelharnis, zentral auf der Insel Goeree-Overflakkee gelegen, ist Sitz der Gemeinde Goeree-Overflakkee. Westlich des Ortes befindet sich der Ort Sommelsdijk, im Osten schließt sich das Gebiet des Nachbarortes Stad aan 't Haringvliet an. Über einen Kanal (Binnenhaven) ist Middelharnis mit dem Haringvliet verbunden. 

## Sehenswürdigkeiten
- Nederlands Hervormde Kerk
- Raadhuis

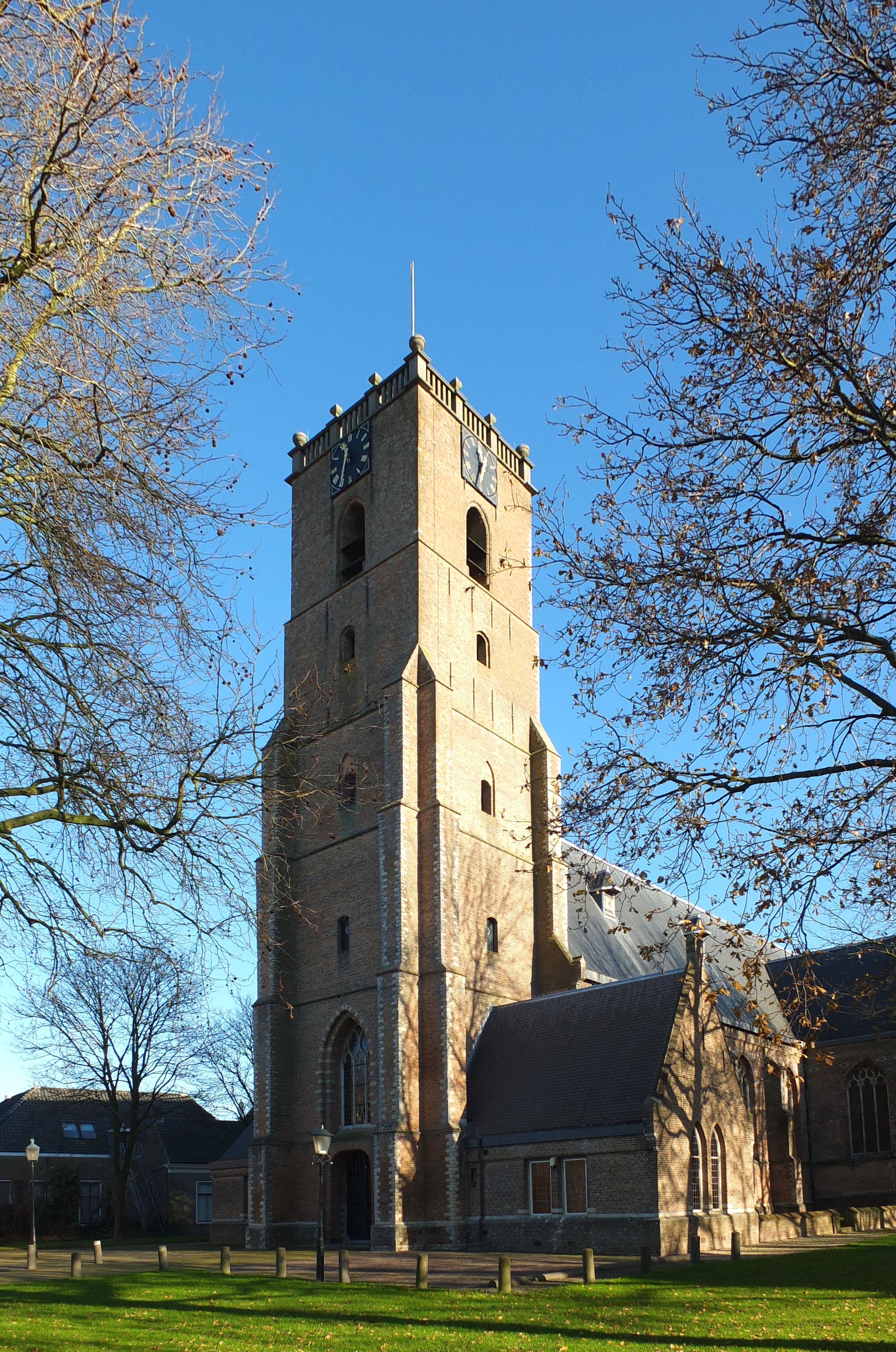
Turm der reformierten Kirche
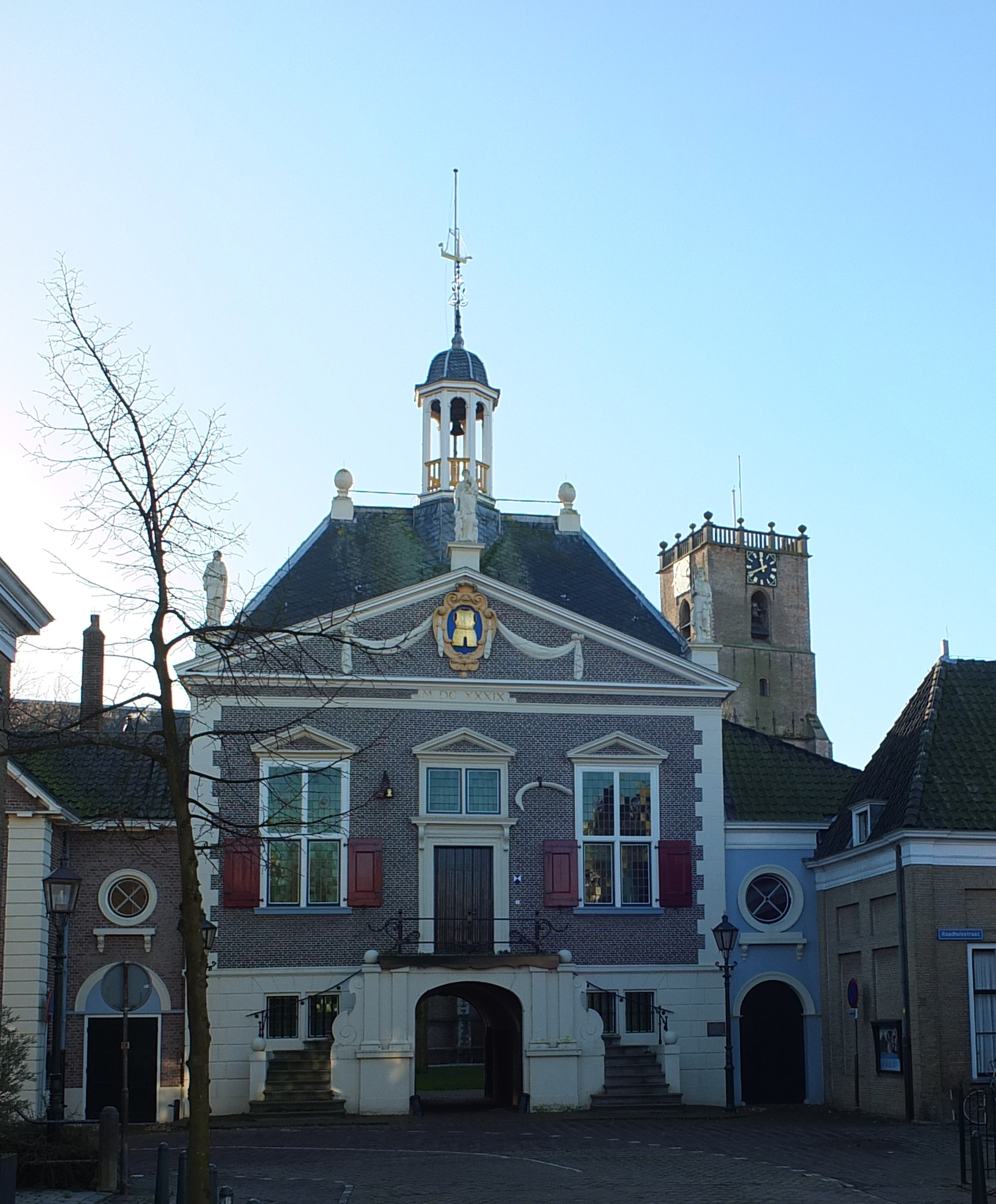
Rathaus